# Saison 2018-2019 des Grizzlies de Memphis
La saison 2018-2019 des Grizzlies de Memphis est la 24e saison de la franchise en National Basketball Association (NBA) et la 18e saison dans la ville de Memphis.

## Draft
| Tour | Choix | Joueur            | Poste | Nationalité | Provenance                              |
| ---- | ----- | ----------------- | ----- | ----------- | --------------------------------------- |
| 1    | 4     | Jaren Jackson Jr. | C     | États-Unis  | Spartans de Michigan State              |
| 2    | 32    | Jevon Carter      | G     | États-Unis  | Mountaineers de la Virginie-Occidentale |

## Matchs

### Summer League
| Summer League Total: 6-4 |

| Match | Date match | Équipe      | Score    | Meilleur marqueur            | Meilleur rebondeur    | Meilleur passeur     | Lieux Spectateurs       | Série |
| ----- | ---------- | ----------- | -------- | ---------------------------- | --------------------- | -------------------- | ----------------------- | ----- |
| 1     | 2 juillet  | Atlanta     | V 103-88 | Jaren Jackson Jr. (29)       | Deyonta Davis (7)     | Brandon Goodwin (5)  | Vivint Smart Home Arena | 1 - 0 |
| 3     | 3 juillet  | Utah        | V 95-92  | Jackson Jr., Selden Jr. (27) | Jaren Jackson Jr. (8) | Wayne Selden Jr. (6) | Vivint Smart Home Arena | 2 - 0 |
| 3     | 5 juillet  | San Antonio | D 87-94  | Wayne Selden Jr. (26)        | Wayne Selden Jr. (7)  | Brandon Goodwin (6)  | Vivint Smart Home Arena | 2 - 1 |

| Match | Date match | Équipe        | Score   | Meilleur marqueur     | Meilleur rebondeur    | Meilleur passeur | Lieux Spectateurs    | Série |
| ----- | ---------- | ------------- | ------- | --------------------- | --------------------- | ---------------- | -------------------- | ----- |
| 1     | 7 juillet  | Détroit       | V 73-70 | Wayne Selden Jr. (20) | Ivan Rabb (10)        | Jevon Carter (4) | Cox Pavilion         | 1 - 0 |
| 2     | 8 juillet  | Orlando       | D 56-86 | Kobi Simmons (15)     | Deyonta Davis (12)    | 3 joueurs (2)    | Thomas & Mack Center | 1 - 1 |
| 3     | 10 juillet | Sacramento    | D 80-94 | Rabb, Selden Jr. (17) | Ivan Rabb (8)         | Jevon Carter (6) | Thomas & Mack Center | 1 - 2 |
| 4     | 12 juillet | Oklahoma City | V 92-85 | Markel Crawford (21)  | Jevon Carter (8)      | Jevon Carter (8) | Cox Pavilion         | 2 - 2 |
| 5     | 14 juillet | Utah          | V 92-86 | Jevon Carter (26)     | Jaren Jackson Jr. (9) | Jevon Carter (6) | Thomas & Mack Center | 3 - 2 |
| 6     | 15 juillet | Philadelphie  | V 82-73 | Brandon Goodwin (21)  | Deyonta Davis (10)    | Kobi Simmons (7) | Thomas & Mack Center | 4 - 2 |
| 7     | 16 juillet | Portland      | D 92-97 | Brandon Goodwin (27)  | Simmons, Watford (6)  | Jevon Carter (4) | Thomas & Mack Center | 4 - 3 |

### Pré-saison
| Pré-saison Total: 2-3 (Domicile : 2-1 ; Extérieur : 0-2) |

| Match | Date match | Équipe    | Score     | Meilleur marqueur      | Meilleur rebondeur | Meilleur passeur     | Lieux Spectateurs        | Série |
| ----- | ---------- | --------- | --------- | ---------------------- | ------------------ | -------------------- | ------------------------ | ----- |
| 1     | 2 octobre  | @ Houston | D 115-131 | Mike Conley, Jr. (16)  | JaMychal Green (8) | Marc Gasol (4)       | Legacy Arena at The BJCC | 0 - 1 |
| 2     | 5 octobre  | Atlanta   | V 120-110 | Marc Gasol (21)        | JaMychal Green (9) | Cinq joueurs (3)     | FedExForum               | 1 - 1 |
| 3     | 6 octobre  | Indiana   | V 109-104 | Jaren Jackson Jr. (18) | Ivan Rabb (12)     | Wayne Selden Jr. (9) | FedExForum               | 2 - 1 |
| 4     | 10 octobre | @ Orlando | D 86-102  | Mike Conley, Jr. (24)  | Marc Gasol (9)     | Marc Gasol (5)       | Amway Center             | 2 - 2 |
| 5     | 12 octobre | Houston   | D 103-121 | Jaren Jackson Jr. (18) | Marc Gasol (9)     | Mike Conley, Jr. (6) | FedExForum               | 2 - 3 |

### Saison régulière
| Saison régulière Total: 33-49 (Domicile : 21-20 ; Extérieur : 12-29) |

| Match | Date match | Équipe       | Score     | Meilleur marqueur    | Meilleur rebondeur | Meilleur passeur     | Lieux                   | Série |
| ----- | ---------- | ------------ | --------- | -------------------- | ------------------ | -------------------- | ----------------------- | ----- |
| 1     | 17 octobre | @ Indiana    | D 83-111  | Marc Gasol (13)      | JaMychal Green (7) | Trois joueurs (3)    | Bankers Life Fieldhouse | 0 - 1 |
| 2     | 19 octobre | Atlanta      | V 131-117 | Garrett Temple (30)  | Gasol, Jackson (7) | Mike Conley Jr. (11) | FedExForum              | 1 - 1 |
| 3     | 22 octobre | @ Utah       | V 92-84   | Mike Conley Jr. (23) | Marc Gasol (13)    | Conley, Gasol (4)    | Vivint Smart Home Arena | 2 - 1 |
| 4     | 24 octobre | @ Sacramento | D 92-97   | Mike Conley Jr. (27) | Marc Gasol (10)    | Mike Conley Jr. (5)  | Golden 1 Center         | 2 - 2 |
| 5     | 27 octobre | Phoenix      | V 117-96  | Marc Gasol (19)      | Marc Gasol (8)     | Mike Conley Jr. (7)  | FedExForum              | 3 - 2 |
| 6     | 30 octobre | Washington   | V 107-95  | Garrett Temple (20)  | Kyle Anderson (11) | Shelvin Mack (8)     | FedExForum              | 4 - 2 |

| Match | Date match  | Équipe          | Score           | Meilleur marqueur      | Meilleur rebondeur | Meilleur passeur     | Lieux                      | Série  |
| ----- | ----------- | --------------- | --------------- | ---------------------- | ------------------ | -------------------- | -------------------------- | ------ |
| 7     | 2 novembre  | @ Utah          | V 110-100       | Mike Conley Jr. (28)   | Marc Gasol (10)    | Marc Gasol (7)       | Vivint Smart Home Arena    | 5 - 2  |
| 8     | 4 novembre  | @ Phoenix       | D 100-102       | Shelvin Mack (21)      | Marc Gasol (8)     | Mike Conley Jr. (5)  | Talking Stick Resort Arena | 5 - 3  |
| 9     | 5 novembre  | @ Golden State  | D 101-117       | Dillon Brooks (18)     | Marc Gasol (10)    | Marc Gasol (8)       | Oracle Arena               | 5 - 4  |
| 10    | 7 novembre  | Denver          | V 89-87         | Gasol, Jackson (20)    | Marc Gasol (12)    | Mike Conley Jr. (8)  | FedExForum                 | 6 - 4  |
| 11    | 10 novembre | Philadelphie    | V 112-106 (OT)  | Mike Conley Jr. (32)   | Kyle Anderson (13) | Conley, Gasol (6)    | FedExForum                 | 7 - 4  |
| 12    | 12 novembre | Utah            | D 88-96         | Mike Conley Jr. (24)   | Kyle Anderson (13) | Kyle Anderson (5)    | FedExForum                 | 7 - 5  |
| 13    | 14 novembre | @ Milwaukee     | V 116-113       | Marc Gasol (29)        | Kyle Anderson (8)  | Anderson, Mack (5)   | Fiserv Forum               | 8 - 5  |
| 14    | 16 novembre | Sacramento      | V 112-104       | Jaren Jackson Jr. (27) | Marc Gasol (15)    | Shelvin Mack (8)     | FedExForum                 | 9 - 5  |
| 15    | 18 novembre | @ Minnesota     | V 100-87        | Marc Gasol (26)        | Marc Gasol (13)    | Mike Conley Jr. (8)  | Target Center              | 10 - 5 |
| 16    | 19 novembre | Dallas          | V 98-88         | Mike Conley Jr. (28)   | Marc Gasol (15)    | Mike Conley Jr. (7)  | FedExForum                 | 11 - 5 |
| 17    | 21 novembre | @ San Antonio   | V 104-103       | Mike Conley Jr. (30)   | Marc Gasol (10)    | Mike Conley Jr. (9)  | AT&T Center                | 12 - 5 |
| 18    | 23 novembre | @ L.A. Clippers | D 107-112       | Marc Gasol (27)        | Marc Gasol (13)    | Mike Conley Jr. (11) | Staples Center             | 12 - 6 |
| 19    | 25 novembre | New York        | D 98-103        | Marc Gasol (27)        | Marc Gasol (8)     | Mike Conley Jr. (11) | FedExForum                 | 12 - 7 |
| 20    | 27 novembre | Toronto         | D 114-122       | Marc Gasol (27)        | JaMychal Green (7) | Mike Conley Jr. (6)  | FedExForum                 | 12 - 8 |
| 21    | 30 novembre | @ Brooklyn      | V 131-125 (2OT) | Mike Conley Jr. (37)   | Marc Gasol (15)    | Mike Conley Jr. (10) | Barclays Center            | 13 - 8 |

| Match | Date match  | Équipe             | Score     | Meilleur marqueur      | Meilleur rebondeur    | Meilleur passeur     | Lieux                | Série   |
| ----- | ----------- | ------------------ | --------- | ---------------------- | --------------------- | -------------------- | -------------------- | ------- |
| 22    | 2 décembre  | @ Philadelphie     | D 95-103  | Mike Conley Jr. (21)   | Omri Casspi (8)       | Anderson, Conley (5) | Wells Fargo Center   | 13 - 9  |
| 23    | 5 décembre  | L.A. Clippers      | V 96-86   | Mike Conley Jr. (22)   | JaMychal Green (11)   | Kyle Anderson (6)    | FedExForum           | 14 - 9  |
| 24    | 7 décembre  | @ Nouvelle-Orléans | V 107-103 | JaMychal Green (23)    | Kyle Anderson (11)    | Mike Conley Jr. (10) | Smoothie King Center | 15 - 9  |
| 25    | 8 décembre  | L.A. Lakers        | D 88-111  | Wayne Selden Jr. (17)  | Jaren Jackson Jr. (8) | Anderson, Selden (4) | FedExForum           | 15 - 10 |
| 26    | 10 décembre | @ Denver           | D 99-105  | Mike Conley Jr. (19)   | JaMychal Green (10)   | Conley, Gasol (6)    | Pepsi Center         | 15 - 11 |
| 27    | 12 décembre | Portland           | V 92-83   | Mike Conley Jr. (23)   | Kyle Anderson (12)    | Mike Conley Jr. (6)  | FedExForum           | 16 - 11 |
| 28    | 14 décembre | Miami              | D 97-100  | Mike Conley Jr. (22)   | Marc Gasol (7)        | Mike Conley Jr. (8)  | FedExForum           | 16 - 12 |
| 29    | 15 décembre | Houston            | D 97-105  | Mike Conley Jr. (22)   | Marc Gasol (9)        | Mike Conley Jr. (6)  | FedExForum           | 16 - 13 |
| 30    | 17 décembre | @ Golden State     | D 93-110  | Omri Casspi (20)       | Casspi, Gasol (6)     | Marc Gasol (6)       | Oracle Arena         | 16 - 14 |
| 31    | 19 décembre | @ Portland         | D 92-99   | Mike Conley Jr. (23)   | Marc Gasol (10)       | Mike Conley Jr. (6)  | Moda Center          | 16 - 15 |
| 32    | 21 décembre | @ Sacramento       | D 99-102  | Mike Conley Jr. (23)   | JaMychal Green (9)    | Conley, Gasol (5)    | Golden 1 Center      | 16 - 16 |
| 33    | 23 décembre | @ L.A. Lakers      | V 107-99  | Jaren Jackson Jr. (27) | Gasol, Jackson (9)    | Conley, Gasol (8)    | Staples Center       | 17 - 16 |
| 34    | 26 décembre | Cleveland          | V 95-87   | Marc Gasol (20)        | Marc Gasol (9)        | Mike Conley Jr. (8)  | FedExForum           | 18 - 16 |
| 35    | 29 décembre | Boston             | D 103-112 | Mike Conley Jr. (26)   | JaMychal Green (9)    | Marc Gasol (10)      | FedExForum           | 18 - 17 |
| 36    | 30 décembre | @ Houston          | D 101-113 | Kyle Anderson (20)     | Marc Gasol (12)       | Anderson, Conley (5) | Toyota Center        | 18 - 18 |

| Match | Date match | Équipe             | Score        | Meilleur marqueur      | Meilleur rebondeur     | Meilleur passeur     | Lieux                   | Série   |
| ----- | ---------- | ------------------ | ------------ | ---------------------- | ---------------------- | -------------------- | ----------------------- | ------- |
| 37    | 2 janvier  | Détroit            | D 94-101     | Jaren Jackson Jr. (26) | Jaren Jackson Jr. (10) | Shelvin Mack (6)     | FedExForum              | 18 - 19 |
| 38    | 4 janvier  | Brooklyn           | D 100-109    | Mike Conley Jr. (31)   | Kyle Anderson (11)     | Kyle Anderson (10)   | FedExForum              | 18 - 20 |
| 39    | 5 janvier  | @ San Antonio      | D 88-108     | Mike Conley Jr. (21)   | Marc Gasol (11)        | Marc Gasol (6)       | AT&T Center             | 18 - 21 |
| 40    | 6 janvier  | @ Nouvelle-Orléans | D 95-114     | Mike Conley Jr. (22)   | Joakim Noah (8)        | Mike Conley Jr. (10) | Smoothie King Center    | 18 - 22 |
| 41    | 9 janvier  | San Antonio        | V 96-86      | Marc Gasol (26)        | Marc Gasol (14)        | Shelvin Mack (7)     | FedExForum              | 19 - 22 |
| 42    | 12 janvier | @ Miami            | D 108-112    | JaMychal Green (24)    | JaMychal Green (11)    | Mike Conley Jr. (7)  | American Airlines Arena | 19 - 23 |
| 43    | 14 janvier | @ Houston          | D 94-112     | Conley, Temple (14)    | Trois joueurs (7)      | Conley, Mack (7)     | Toyota Center           | 19 - 24 |
| 44    | 16 janvier | Milwaukee          | D 101-111    | Omri Casspi (17)       | JaMychal Green (10)    | Shelvin Mack (6)     | FedExForum              | 19 - 25 |
| 45    | 18 janvier | @ Boston           | D 116-122    | Mike Conley Jr. (26)   | Marc Gasol (11)        | Marc Gasol (12)      | TD Garden               | 19 - 26 |
| 46    | 19 janvier | @ Toronto          | D 90-119     | Jaren Jackson Jr. (16) | Ivan Rabb (11)         | Shelvin Mack (5)     | Scotiabank Arena        | 19 - 27 |
| 47    | 21 janvier | Nouvelle-Orléans   | D 85-105     | Marc Gasol (22)        | Gasol, Temple (8)      | Mike Conley Jr. (8)  | FedExForum              | 19 - 28 |
| 48    | 23 janvier | Charlotte          | D 107-118    | Mike Conley Jr. (31)   | Marc Gasol (17)        | Marc Gasol (10)      | FedExForum              | 19 - 29 |
| 49    | 25 janvier | Sacramento         | D 96-99      | Omri Casspi (18)       | Marc Gasol (10)        | Mike Conley Jr. (9)  | FedExForum              | 19 - 30 |
| 50    | 26 janvier | Indiana            | V 106-103    | Mike Conley Jr. (22)   | Marc Gasol (7)         | Mike Conley Jr. (11) | FedExForum              | 20 - 30 |
| 51    | 28 janvier | Denver             | D 92-95      | Marc Gasol (28)        | Marc Gasol (9)         | Mike Conley Jr. (11) | FedExForum              | 20 - 31 |
| 52    | 30 janvier | @ Minnesota        | D 97-99 (OT) | Mike Conley Jr. (26)   | Ivan Rabb (10)         | Mike Conley Jr. (8)  | Target Center           | 20 - 32 |

| Match                  | Date match  | Équipe           | Score     | Meilleur marqueur      | Meilleur rebondeur     | Meilleur passeur     | Lieux                   | Série   |
| ---------------------- | ----------- | ---------------- | --------- | ---------------------- | ---------------------- | -------------------- | ----------------------- | ------- |
| 53                     | 1er février | @ Charlotte      | D 92-100  | Shelvin Mack (19)      | Joakim Noah (11)       | Shelvin Mack (9)     | Spectrum Center         | 20 - 33 |
| 54                     | 3 février   | @ New York       | V 96-84   | Mike Conley Jr. (25)   | Marc Gasol (9)         | Mike Conley Jr. (7)  | Madison Square Garden   | 21 - 33 |
| 55                     | 5 février   | Minnesota        | V 108-106 | Mike Conley Jr. (25)   | Ivan Rabb (11)         | Mike Conley Jr. (9)  | FedExForum              | 22 - 33 |
| 56                     | 7 février   | @ Oklahoma City  | D 95-117  | Jaren Jackson Jr. (27) | Ivan Rabb (9)          | Mike Conley Jr. (7)  | Chesapeake Energy Arena | 22 - 34 |
| 57                     | 9 février   | Nouvelle-Orléans | V 99-90   | Joakim Noah (19)       | Joakim Noah (14)       | Mike Conley Jr. (9)  | FedExForum              | 23 - 34 |
| 58                     | 12 février  | San Antonio      | D 107-108 | Avery Bradley (33)     | Jonas Valančiūnas (10) | Bradley, Wright (6)  | FedExForum              | 23 - 35 |
| 59                     | 13 février  | @ Chicago        | D 110-122 | Avery Bradley (15)     | Jonas Valančiūnas (7)  | Quatre joueurs (5)   | United Center           | 23 - 36 |
| NBA All-Star Game 2019 |             |                  |           |                        |                        |                      |                         |         |
| 60                     | 22 février  | L.A. Clippers    | D 106-112 | Mike Conley Jr. (25)   | Joakim Noah (11)       | Mike Conley Jr. (10) | FedExForum              | 23 - 37 |
| 61                     | 23 février  | @ Cleveland      | D 107-112 | Jonas Valančiūnas (25) | Jonas Valančiūnas (11) | Noah, Rabb (4)       | Quicken Loans Arena     | 23 - 38 |
| 62                     | 25 février  | L.A. Lakers      | V 110-105 | Mike Conley Jr. (30)   | Jonas Valančiūnas (13) | Mike Conley Jr. (5)  | FedExForum              | 24 - 38 |
| 63                     | 27 février  | Chicago          | D 107-109 | Avery Bradley (23)     | Joakim Noah (9)        | Avery Bradley (7)    | FedExForum              | 24 - 39 |

| Match | Date match | Équipe          | Score     | Meilleur marqueur      | Meilleur rebondeur        | Meilleur passeur     | Lieux                      | Série   |
| ----- | ---------- | --------------- | --------- | ---------------------- | ------------------------- | -------------------- | -------------------------- | ------- |
| 64    | 2 mars     | @ Dallas        | V 111-81  | Jonas Valančiūnas (20) | Bruno Caboclo (11)        | Bruno Caboclo (6)    | American Airlines Center   | 25 - 39 |
| 65    | 3 mars     | @ Oklahoma City | D 95-99   | Avery Bradley (27)     | Jonas Valančiūnas (13)    | Avery Bradley (7)    | Chesapeake Energy Arena    | 25 - 40 |
| 66    | 5 mars     | Portland        | V 120-111 | Mike Conley Jr. (40)   | Joakim Noah (10)          | Joakim Noah (7)      | FedExForum                 | 26 - 40 |
| 67    | 8 mars     | Utah            | V 114-104 | Mike Conley Jr. (28)   | Joakim Noah (8)           | Mike Conley Jr. (11) | FedExForum                 | 27 - 40 |
| 68    | 10 mars    | Orlando         | V 105-97  | Mike Conley Jr. (26)   | Jonas Valančiūnas (8)     | Mike Conley Jr. (8)  | FedExForum                 | 28 - 40 |
| 69    | 13 mars    | @ Atlanta       | D 111-132 | C.J. Miles (33)        | Joakim Noah (8)           | Conley, Wright (7)   | State Farm Arena           | 28 - 41 |
| 70    | 16 mars    | @ Washington    | D 128-135 | Mike Conley Jr. (28)   | Noah, Valančiūnas (8)     | Mike Conley Jr. (12) | Capital One Arena          | 28 - 42 |
| 71    | 20 mars    | Houston         | V 126-125 | Mike Conley Jr. (35)   | Jonas Valančiūnas (15)    | Mike Conley Jr. (8)  | FedExForum                 | 29 - 42 |
| 72    | 22 mars    | @ Orlando       | D 119-123 | Tyler Dorsey (29)      | Jonas Valančiūnas (24)    | Tyler Dorsey (9)     | Amway Center               | 29 - 43 |
| 73    | 23 mars    | Minnesota       | D 99-112  | Mike Conley Jr. (23)   | Jonas Valančiūnas (14)    | Delon Wright (6)     | FedExForum                 | 29 - 44 |
| 74    | 25 mars    | Oklahoma City   | V 115-103 | Bruno Caboclo (24)     | Jonas Valančiūnas (14)    | Delon Wright (13)    | FedExForum                 | 30 - 44 |
| 75    | 27 mars    | Golden State    | D 103-118 | Jonas Valančiūnas (27) | Caboclo, Valančiūnas (13) | Mike Conley Jr. (8)  | FedExForum                 | 30 - 45 |
| 76    | 30 mars    | @ Phoenix       | V 120-115 | Jonas Valančiūnas (34) | Jonas Valančiūnas (20)    | Trois joueurs (5)    | Talking Stick Resort Arena | 31 - 45 |
| 77    | 31 mars    | @ L.A. Clippers | D 96-113  | Delon Wright (20)      | Delon Wright (8)          | Hannahs, Wright (4)  | Staples Center             | 31 - 46 |

| Match | Date match | Équipe       | Score          | Meilleur marqueur     | Meilleur rebondeur | Meilleur passeur  | Lieux                    | Série   |
| ----- | ---------- | ------------ | -------------- | --------------------- | ------------------ | ----------------- | ------------------------ | ------- |
| 78    | 3 avril    | @ Portland   | D 89-116       | Chandler Parsons (16) | Ivan Rabb (10)     | Delon Wright (6)  | Moda Center              | 31 - 47 |
| 79    | 5 avril    | @ Dallas     | V 122-112      | Delon Wright (26)     | Delon Wright (10)  | Delon Wright (14) | American Airlines Center | 32 - 47 |
| 80    | 7 avril    | Dallas       | D 127-129 (OT) | Justin Holiday (30)   | Bruno Caboclo (17) | Delon Wright (12) | FedExForum               | 32 - 48 |
| 81    | 9 avril    | @ Détroit    | D 93-100       | Caboclo, Wright (15)  | Ivan Rabb (10)     | Trois joueurs (3) | Little Caesars Arena     | 32 - 49 |
| 82    | 10 avril   | Golden State | V 132-117      | Jevon Carter (32)     | Delon Wright (11)  | Delon Wright (11) | FedExForum               | 33 - 49 |

### Confrontations en saison régulière
| Conférence Est      | Conférence Est                               | Conférence Est                               | Conférence Ouest                             | Conférence Ouest                             | Conférence Ouest                             | Conférence Ouest                             | Conférence Ouest                             |
| Division Atlantique | Division Atlantique                          | Division Atlantique                          | Division Nord-Ouest                          | Division Nord-Ouest                          | Division Nord-Ouest                          | Division Nord-Ouest                          | Division Nord-Ouest                          |
| Équipe              | Domicile                                     | Extérieur                                    | Équipe                                       | Domicile                                     | Domicile                                     | Extérieur                                    | Extérieur                                    |
| ------------------- | -------------------------------------------- | -------------------------------------------- | -------------------------------------------- | -------------------------------------------- | -------------------------------------------- | -------------------------------------------- | -------------------------------------------- |
| Boston              | 103-112                                      | 116-122                                      | Denver                                       | 89-87                                        | 92-95                                        | 99-105                                       |                                              |
| Brooklyn            | 100-109                                      | 131-125 (2OT)                                | Minnesota                                    | 108-106                                      | 99-112                                       | 100-87                                       | 97-99 (OT)                                   |
| New York            | 98-103                                       | 96-84                                        | Oklahoma City                                | 115-103                                      |                                              | 95-117                                       | 95-99                                        |
| Philadelphie        | 112-106 (OT)                                 | 95-103                                       | Portland                                     | 92-83                                        | 120-111                                      | 92-99                                        | 89-116                                       |
| Toronto             | 114-122                                      | 90-119                                       | Utah                                         | 88-96                                        | 114-104                                      | 92-84                                        | 110-100                                      |
|                     | 1–4                                          | 2–3                                          |                                              | 6–3                                          | 6–3                                          | 3–6                                          | 3–6                                          |
| Division            | 3–7                                          | 3–7                                          | Division                                     | 9–9                                          | 9–9                                          | 9–9                                          | 9–9                                          |
| Division Atlantique | Division Atlantique                          | Division Atlantique                          | Division Nord-Ouest                          | Division Nord-Ouest                          | Division Nord-Ouest                          | Division Nord-Ouest                          | Division Nord-Ouest                          |
| Équipe              | Domicile                                     | Extérieur                                    | Équipe                                       | Domicile                                     | Domicile                                     | Extérieur                                    | Extérieur                                    |
| Chicago             | 107-109                                      | 110-122                                      | Golden State                                 | 103-118                                      | 132-117                                      | 101-117                                      | 93-110                                       |
| Cleveland           | 95-87                                        | 107-112                                      | L.A. Clippers                                | 96-86                                        | 106-112                                      | 107-112                                      | 96-113                                       |
| Detroit             | 94-101                                       | 93-100                                       | L.A. Lakers                                  | 88-111                                       | 110-105                                      | 107-99                                       |                                              |
| Indiana             | 106-103                                      | 83-111                                       | Phoenix                                      | 117-96                                       |                                              | 100-102                                      | 120-115                                      |
| Milwaukee           | 101-111                                      | 116-113                                      | Sacramento                                   | 112-104                                      | 96-99                                        | 92-97                                        | 99-102                                       |
|                     | 2–3                                          | 1–4                                          |                                              | 5–4                                          | 5–4                                          | 2–7                                          | 2–7                                          |
| Division            | 3–7                                          | 3–7                                          | Division                                     | 7–11                                         | 7–11                                         | 7–11                                         | 7–11                                         |
| Division Atlantique | Division Atlantique                          | Division Atlantique                          | Division Nord-Ouest                          | Division Nord-Ouest                          | Division Nord-Ouest                          | Division Nord-Ouest                          | Division Nord-Ouest                          |
| Équipe              | Domicile                                     | Extérieur                                    | Équipe                                       | Domicile                                     | Domicile                                     | Extérieur                                    | Extérieur                                    |
| Atlanta             | 131-117                                      | 111-132                                      | Dallas                                       | 98-88                                        | 127-129 (OT)                                 | 111-81                                       | 122-112                                      |
| Charlotte           | 107-118                                      | 92-100                                       | Houston                                      | 97-105                                       | 126-125                                      | 101-113                                      | 94-112                                       |
| Miami               | 97-100                                       | 108-112                                      |                                              |                                              |                                              |                                              |                                              |
| Orlando             | 105-97                                       | 119-123                                      | La Nouvelle-Orléans                          | 85-105                                       | 99-90                                        | 107-103                                      | 95-114                                       |
| Washington          | 107-95                                       | 128-135                                      | San Antonio                                  | 96-86                                        | 107-108                                      | 104-103                                      | 88-108                                       |
|                     | 3–2                                          | 0–5                                          |                                              | 4–4                                          | 4–4                                          | 4–4                                          | 4–4                                          |
| Division            | 3–7                                          | 3–7                                          | Division                                     | 8–8                                          | 8–8                                          | 8–8                                          | 8–8                                          |
| Conférence          | 9–21 (Domicile : 6–9 ; Extérieur : 3–12)     | 9–21 (Domicile : 6–9 ; Extérieur : 3–12)     | Conférence                                   | 24–28 (Domicile : 15–11 ; Extérieur : 9–17)  | 24–28 (Domicile : 15–11 ; Extérieur : 9–17)  | 24–28 (Domicile : 15–11 ; Extérieur : 9–17)  | 24–28 (Domicile : 15–11 ; Extérieur : 9–17)  |
| Total               | 33–49 (Domicile : 21–20 ; Extérieur : 12–29) | 33–49 (Domicile : 21–20 ; Extérieur : 12–29) | 33–49 (Domicile : 21–20 ; Extérieur : 12–29) | 33–49 (Domicile : 21–20 ; Extérieur : 12–29) | 33–49 (Domicile : 21–20 ; Extérieur : 12–29) | 33–49 (Domicile : 21–20 ; Extérieur : 12–29) | 33–49 (Domicile : 21–20 ; Extérieur : 12–29) |

## Classements de la saison régulière
| Conférence Ouest | Conférence Ouest                | Conférence Ouest | Conférence Ouest | Conférence Ouest | Conférence Ouest | Conférence Ouest | Conférence Ouest |
| No               | Franchise                       | Vic.             | Def.             | MJ               | V/D              | GB               |                  |
| ---------------- | ------------------------------- | ---------------- | ---------------- | ---------------- | ---------------- | ---------------- | ---------------- |
| 1                | Warriors de Golden State T      | 57               | 25               | 82               | .695             | –                |                  |
| 2                | Nuggets de Denver               | 54               | 28               | 82               | .659             | 3                |                  |
| 3                | Trail Blazers de Portland       | 53               | 29               | 82               | .646             | 4                |                  |
| 4                | Rockets de Houston              | 53               | 29               | 82               | .646             | 4                |                  |
| 5                | Jazz de l'Utah                  | 50               | 32               | 82               | .610             | 7                |                  |
| 6                | Thunder d'Oklahoma City         | 49               | 33               | 82               | .598             | 8                |                  |
| 7                | Spurs de San Antonio            | 48               | 34               | 82               | .585             | 9                |                  |
| 8                | Clippers de Los Angeles         | 48               | 34               | 82               | .585             | 9                |                  |
|                  |                                 |                  |                  |                  |                  |                  |                  |
| 9                | Kings de Sacramento             | 39               | 43               | 82               | .476             | 18               |                  |
| 10               | Lakers de Los Angeles           | 37               | 45               | 82               | .451             | 20               |                  |
| 11               | Timberwolves du Minnesota       | 36               | 46               | 82               | .439             | 21               |                  |
| 12               | Grizzlies de Memphis            | 33               | 49               | 82               | .402             | 24               |                  |
| 13               | Pelicans de La Nouvelle-Orléans | 33               | 49               | 82               | .402             | 24               |                  |
| 14               | Mavericks de Dallas             | 33               | 49               | 82               | .402             | 24               |                  |
| 15               | Suns de Phoenix                 | 19               | 63               | 82               | .232             | 38               |                  |

| Division Sud-Ouest            | V  | D  | MJ | V/D  | GB | Dom   | Ext   | Div  |
| ----------------------------- | -- | -- | -- | ---- | -- | ----- | ----- | ---- |
| Rockets de Houston (4)        | 53 | 29 | 82 | .646 | –  | 31–10 | 22–19 | 10–6 |
| Spurs de San Antonio (7)      | 48 | 34 | 82 | .585 | 5  | 32–9  | 16–25 | 10–6 |
| Grizzlies de Memphis (12)     | 33 | 49 | 82 | .402 | 20 | 21–20 | 12–29 | 8–8  |
| Pelicans de Nlle-Orléans (13) | 33 | 49 | 82 | .402 | 20 | 19–22 | 14–27 | 8–8  |
| Mavericks de Dallas (14)      | 33 | 49 | 82 | .402 | 20 | 24–17 | 9–32  | 4–12 |

## Effectif

### Effectif actuel
| Grizzlies de Memphis Effectif en fin de saison régulière       |    |                        |                          |                   |
| Entraîneur : J. B. Bickerstaff                                 |    |                        |                          |                   |
| Ailier                                                         | 1  | Drapeau des États-Unis | Kyle Anderson            | UCLA              |
| Arrière                                                        | 0  | Drapeau des États-Unis | Avery Bradley            | Texas             |
| Arrière / Ailier                                               | 24 | Drapeau du Canada      | Dillon Brooks            | Oregon            |
| Ailier                                                         | 5  | Drapeau du Brésil      | Bruno Caboclo            | Pinheiros         |
| Meneur                                                         | 3  | Drapeau des États-Unis | Jevon Carter (R)         | West Virginia     |
| Meneur                                                         | 11 | Drapeau des États-Unis | Mike Conley Jr. (C)      | Ohio State        |
| Arrière                                                        | 22 | /                      | Tyler Dorsey             | Oregon            |
| Arrière / Ailier                                               | 7  | Drapeau des États-Unis | Justin Holiday           | Washington        |
| Ailier fort / Pivot                                            | 13 | Drapeau des États-Unis | Jaren Jackson Jr. (R)    | Michigan State    |
| Arrière / Ailier                                               | 6  | Drapeau des États-Unis | C. J. Miles              | Skyline HS        |
| Pivot                                                          | 55 | Drapeau de la France   | Joakim Noah              | Florida           |
| Ailier                                                         | 25 | Drapeau des États-Unis | Chandler Parsons         | Florida           |
| Ailier fort                                                    | 10 | Drapeau des États-Unis | Ivan Rabb                | California        |
| Pivot                                                          | 17 | Drapeau de la Lituanie | Jonas Valančiūnas        | Lietuvos rytas    |
| Arrière / Ailier                                               | 4  | Drapeau des États-Unis | Julian Washburn (R) (TW) | UTEP              |
| Ailier                                                         | 12 | Drapeau du Japon       | Yuta Watanabe (R) (TW)   | George Washington |
| Meneur                                                         | 2  | Drapeau des États-Unis | Delon Wright             | Utah              |
| Pivot                                                          | 45 | Drapeau des États-Unis | Tyler Zeller             | North Carolina    |
| (C) - Capitaine, (R) - Rookie, (TW) - Two-way contract, Blessé |    |                        |                          |                   |
|                                                                |    |                        |                          |                   |

## Transactions

### Échanges
| 17 juillet 2018 | A Grizzlies de MemphisGarrett Temple                                                       | A Kings de SacramentoDeyonta Davis Ben McLemore Second tour de draft 2021 Compensation financière de 1 544 951 $ |
| 23 juillet 2018 | A Grizzlies de MemphisDakari Johnson Droits sur Tyler Harvey (2008 #51)                    | A Magic d'OrlandoJarell Martin Compensation financière de 1 037 980 $                                            |
| 3 janvier 2019  | A Grizzlies de MemphisJustin Holiday                                                       | A Bulls de ChicagoMarShon Brooks Wayne Selden Jr. Second tour de draft 2019 Second tour de draft 2020            |
| 7 février 2019  | A Grizzlies de MemphisTyler Dorsey                                                         | A Hawks d'AtlantaShelvin Mack                                                                                    |
| 7 février 2019  | A Grizzlies de MemphisAvery Bradley                                                        | A Clippers de Los AngelesJaMychal Green Garrett Temple                                                           |
| 7 février 2019  | A Grizzlies de MemphisJonas Valančiūnas C. J. Miles Delon Wright Second tour de draft 2024 | A Raptors de TorontoMarc Gasol                                                                                   |

### Arrivés

#### Draft
| Date       | Joueur            | Contrat                                   | Provenance                                     |
| ---------- | ----------------- | ----------------------------------------- | ---------------------------------------------- |
| 01/07/2018 | Jaren Jackson Jr. | Contrat rookie de 29 280 440 $ sur 4 ans. | Spartans de Michigan State (NCAA)              |
| 15/07/2018 | Jevon Carter      | Contrat de 2 255 316 $ sur 2 ans.         | Mountaineers de la Virginie-Occidentale (NCAA) |

#### Agents libres
| Date       | Joueur        | Contrat                                                 | Provenance               |
| ---------- | ------------- | ------------------------------------------------------- | ------------------------ |
| 06/07/2018 | Kyle Anderson | Contrat de 37 156 300 $ sur 4 ans.                      | Spurs de San Antonio     |
| 11/07/2018 | Omri Casspi   | Contrat de 2 176 260 $ sur 1 an.                        | Warriors de Golden State |
| 07/08/2018 | Shelvin Mack  | Contrat de 2 029 463 $ sur 1 an.                        | Magic d'Orlando          |
| 04/12/2018 | Joakim Noah   | Contrat de 1 731 173 $ jusqu'à la fin de la saison.     | Knicks de New York       |
| 13/02/2019 | Bruno Caboclo | Contrat partiellement garanti de 2 367 452 $ sur 2 ans. | Grizzlies de Memphis     |
| 05/04/2019 | Tyler Zeller  | Contrat de 64 185 $ jusqu'à la fin de la saison.        | Hawks d'Atlanta          |

#### Two-way contract
| Date       | Joueur          | Provenance                             |
| ---------- | --------------- | -------------------------------------- |
| 20/07/2018 | Yuta Watanabe   | Colonials de George Washington (NCAA)  |
| 09/10/2018 | D. J. Stephens  | Le Mans Sarthe Basket                  |
| 01/01/2019 | Jarnell Stokes  | Skyforce de Sioux Falls (NBA G-League) |
| 15/01/2019 | Julian Washburn | Spurs d'Austin (NBA G-League)          |

#### Contrats de 10 jours
| Date       | Joueur        | Contrat                                  | Provenance                                 |
| ---------- | ------------- | ---------------------------------------- | ------------------------------------------ |
| 24/01/2019 | Bruno Caboclo | Contrat de 91 605 $ sur 10 jours.        | Vipers de Rio Grande Valley (NBA G-League) |
| 03/02/2019 | Bruno Caboclo | Second contrat de 91 605 $ sur 10 jours. | Grizzlies de Memphis                       |
| 30/03/2019 | Dusty Hannahs | Contrat de 47 371 $ sur 10 jours.        | Hustle de Memphis (NBA G-League)           |

#### Camps d'entraînement
| Date       | Joueur          | Contrat                           | Provenance                          |
| ---------- | --------------- | --------------------------------- | ----------------------------------- |
| 10/08/2018 | Markel Crawford | Contrat non garanti de 838,464 $. | Rebels d'Ole Miss (NCAA)            |
| 29/08/2018 | Doral Moore     | Contrat non garanti de 838,464 $. | Demon Deacons de Wake Forest (NCAA) |
| 04/09/2018 | Brandon Goodwin | Contrat non garanti de 838,464 $. | Florida Gulf Coast (NCAA)           |
| 24/09/2018 | Ismaila Kane    | Contrat non garanti de 838,464 $. | Atlanta Metropolitan State College  |

### Départs

#### Agents libres
| Date       | Joueur         | Nouvelle équipe ¹   |
| ---------- | -------------- | ------------------- |
| 01/07/2018 | Mario Chalmers | Virtus Bologne      |
| 06/07/2018 | Tyreke Evans   | Pacers de l'Indiana |
| 21/08/2018 | Briante Weber  | Heat de Miami       |
| 30/08/2018 | Marquis Teague | Jeonju KCC Egis     |

¹ Il s'agit de l’équipe pour laquelle le joueur a signé après son départ, il a pu entre-temps changer d'équipe ou encore de pays.

#### Joueurs coupés
| Date       | Joueur          | Nouvelle équipe ¹      |
| ---------- | --------------- | ---------------------- |
| 24/06/2018 | Omari Johnson   | Pacers de l'Indiana    |
| 20/07/2018 | Myke Henry      | Ironi Nahariya         |
| 28/08/2018 | Kobi Simmons    | Cavaliers de Cleveland |
| 31/08/2018 | Dakari Johnson  | Qingdao Eagles         |
| 01/11/2018 | Andrew Harrison | Cavaliers de Cleveland |
| 30/12/2018 | D. J. Stephens  |                        |
| 15/01/2019 | Jarnell Stokes  |                        |
| 07/02/2019 | Omri Casspi     |                        |
| 05/04/2019 | Dusty Hannahs   |                        |

¹ Il s'agit de l’équipe pour laquelle le joueur a signé après son départ, il a pu entre-temps changer d'équipe ou encore de pays.

#### Non retenu après les camps d’entraînements
| Joueur          |
| --------------- |
| Markel Crawford |
| Brandon Goodwin |
| Ismaila Kane    |
| Doral Moore     |

## Joueurs "agents libres" à la fin de la saison
| Joueur       | Fin de saison         |
| ------------ | --------------------- |
| Tyler Dorsey | Agent libre restreint |
| Joakim Noah  | Agent libre           |
| Delon Wright | Agent libre restreint |
| Tyler Zeller | Agent libre           |

### Options en fin de saison
| Joueur            | Fin de saison  |
| ----------------- | -------------- |
| Jonas Valančiūnas | Option joueur. |